# Simona Kossak
Simona Gabriela Kossak (Cracòvia, 30 de maig del 1943 - Bialystok, 15 de març del 2007) va ser una biòloga polonesa, professora de ciències forestals i divulgadora de la ciència.
Kossak és coneguda principalment per les seves activitats per preservar els ecosistemes naturals de Polònia. Es va dedicar de manera especial a estudiar els aspectes de l'ecologia relacionats amb el comportament dels mamífers. De vegades es referia a si mateixa com una “zoopsicòloga”.